# Осиновський Семен Михайлович
Семен Михайлович (Менделейович) Осиновський (нар. 25 вересня 1960, Кара-Балта, Киргизька РСР) — радянський та український футболіст та тренер, виступав на позиції півзахисника та нападника, майстер спорту СРСР (1990).

## Клубна кар'єра
Займатися футболом Осиновский починав у ДЮСШ невеликого киргизького міста Кара-Балта, де його першим наставником став Анатолій Калмиков. Пізніше продовжив навчання в ДЮСШ міста Фрунзе у тренерів Михайла та Федора Карабаджакових. Після закінчення спортшколи Осиновский став гравцем головної команди республіки «Алги», в складі якої провів майже сім років. Найуспішнішим для футболіста та його команди видався сезон 1978 року, в якому «Алга» стала переможцем зонального турніру другої ліги, після чого обігравши в стикових матчах команду «Спартак» (Нальчик), отримала право виступати в першій лізі. Але підвищившись у класі, Осиновский з партнерами виступили невдало, посівши за підсумками чемпіонату останнє місце і змушені були покинути другий за значимістю дивізіон радянського футболу. Влітку 1979 року в складі збірної Киргизької РСР Осиновский взяв участь в іграх літньої Спартакіади народів СРСР.
1984 рік Осиновский провів в армійській команді з Таллінна, після чого отримав запрошення в сімферопольську «Таврію». В команді з Криму, яка залишила в попередньому сезоні першу лігу, дебютував 30 березня 1985 року, в поєдинку проти «Кривбасу», відзначившись і своїм першим голом за нову команду. Всього, за підсумками першості, за сімферопольський колектив нападник зіграв 32 матчі, в яких відзначився 18 голами. Більше в команді забив тільки Володимир Науменко, з 29 голами став найкращим бомбардиром першості, в якому «Таврія» фінішувала на 1 місці, ставши чемпіоном республіки. Але в перехідному турнірі кримчани зайняли 2 місце, на три очки відставши від переможця — команди «Ростсельмаш». Наступного сезону колектив очолив Анатолій Полосін, але й при новому наставнику Осиновский продовжував залишатися гравцем основного складу команди, яка зайняла за підсумками першості друге місце. Сезон 1987 року для Осиновського став одним з найуспішніших в його ігровій кар'єрі. «Таврія», очолювана черговим наставником, заслуженим тренером СРСР В'ячеславом Соловйовим, зуміла пробитися в першу лігу. Здобувши впевнену перемогу в зональному першості, сімферопольці вдало зіграли і в перехідному турнірі. Так само успішно команда виступила і в розіграші Кубка СРСР, зупинившись за крок від вирішального матчу. Найбільш драматично для «Таврії» складався поєдинок 1/4 фіналу проти харківського «Металіста», в якому переможця довелося визначати в серії післяматчевих пенальті. «Таврія» після ударів з одинадцятиметрової позначки взяла верх — 3:2. Вирішальними стали третій удар з точки Семена Осиновського і вдала гра голкіпера таврійцев Бориса Білошапки. У матчі 1/2 фіналу проти мінського «Динамо» (в якому Семен вийшов у стартовому складі), сімферопольці поступилися майбутньому володарю трофея з рахунком 0:2. По завершенню сезону, в якому зіграв за «Таврію» в чемпіонаті 41 матч, Осиновский залишає команду, повернувшись в Киргизьку РСР, де ще протягом трьох років виступав за Фрунзенську «Алгу».
У 1991 році, досвідчений півзахисник зіграв декілька матчів за друголіговий «Достук», а потім перейшов до російського клубу АПК з міста Азов, де й завершив ігрову кар'єру. Через декілька років, вже будучи головним тренером команди першої ліги України «Дніпро» (Черкаси), в сезоні 1994/95 років, Осиновский зіграв у виїзному поєдинку проти сєвєродонецького «Хіміка» та домашньому матчі з кременчуцьким «Нафтохіміком».

## Кар'єра в збірній
Виступав у юнацькій збірній СРСР U-18.

## Кар'єра тренера
Самостійну тренерську кар'єру Осиновский починав в черкаському «Дніпрі». У другому чемпіонаті України прийняв клуб, який залишив в попередньому сезоні першу лігу і вже в своєму першому сезоні на посаді головного тренера повернув команді прописку у другому за силою українському дивізіоні. Сезон 1993/94 підопічні Осиновського також провели досить впевнено, протягом чемпіонату перебуваючи у верхній частині турнірної таблиці, в результаті фінішувавши на 6-му місці. Але вже в наступній першості у команди почалися серйозні ігрові проблеми. Позначалося слабке фінансування, брак кваліфікованих виконавців. У двох поєдинках головному тренерові довелося і самому виходити на футбольне поле як гравцеві.
Після 11 стартових матчів сезону 1995/96 років тренер покинув клуб, очоливши іншу першолігову команду — «Кристал» (Чортків), запросивши туди й ряд гравців зі своєї колишньої команди. Клуб з районного центру Тернопільській області був міцним середняком першості, і в підсумку фінішував на 10-й позиції. Влітку 1996 року став помічником Бориса Стрельцова, який очолив «Прикарпаття». Сезон 1996/97 років команда з Івано-Франківська розпочала вкрай невдало, в п'яти стартових турах набравши лише одне очко, після чого тренерський штаб подав у відставку. У 1997 році Осиновский знову очолив клуб з Черкас, який на той час отримав нового спонсора і змінив назву. На тренерському містку ФК «Черкаси» Семен Михайлович провів півтора року, піднявши команду в сезоні 1997/98 років на сьоме місце. Після чотирьох стартових матчів наступного сезону в серпні 1998 року наставник разом зі своїм помічником, заслуженим тренером РРФСР Борисом Стрельцовим, покинув команду, відгукнувшись на можливість потренувати зарубіжний клуб — «Аль-Іттіхад», який представляв елітний дивізіон Лівії. У футбольному клубі з Триполі Осиновский пропрацював до кінця року, після чого повернувся в Україну і незабаром очолив «Кремінь», який після першої частини чемпіонату посідав останнє, двадцяте місце в турнірі першої ліги. З приходом нового наставника клуб з Кременчука заграв упевненіше, здобувши у другому колі ряд перемог, але все ж витягнути команду із зони вильоту тренеру не вдалося. Зайнявши в результаті 17-е місце, колектив понизився у класі. Наступний сезон підопічні Осиновського провели в другій лізі, де фінішували на 6-му місці в своїй зоні.
У сезоні 2001/02 років Осиновский очолював другу команду полтавської «Ворскли», складену з молодих гравців і яка виступала у другій лізі. Після закінчення чемпіонату став біля керма команди першої ліги «Полісся» (Житомир), але після семи стартових турів сезону 2002/03 років залишив свій пост.
У середині 2000-х років Осиновский покинув Україну, перебравшись на постійне місце проживання до Німеччини, де деякий час тренував аматорські команди.

## Досягнення

### Як гравця
- Друга ліга чемпіонату СРСР
  -  Чемпіон (1): 1978

- Чемпіонат УРСР
  -  Чемпіон (2): 1985, 1987

- Кубок СРСР
  - 1/2 фіналу (1): 1986/87

### Як тренера
- Друга ліга чемпіонату України
  -  Чемпіон (1): 1992/93

### Відзнаки
- Майстер спорту СРСР (1990)